# Felsőpáhok
Felsőpáhok község Zala vármegyében, a Keszthelyi járásban. A településen polgárőrség működik.

## Fekvése
Hévíztől nyugatra található, domboldalon elnyúló település, a 76-os és 760-as főutak mellett; főutcája a 7351-es út. A településhez tartozik Zalaköszvényes, ahová a 760-as főút és a 7351-es út csomópontjából dél felé kiágazó 73 175-ös úton lehet eljutni.
Észak felől Nemesbük és Karmacs, keletről Hévíz, délkeletről Alsópáhok, délről (az Alsópáhokhoz tartozó) Nemesboldogasszonyfa, délnyugatról Szentgyörgyvár, nyugatról Bókaháza, északnyugatról pedig Zalacsány határolja.
Autóbusszal Keszthely és Zalaegerszeg felől jól megközelíthető.

## Története
Felsőpáhok Alsópáhok társtelepüléseként a 18. század végén jelent meg. 1872-ben épült római katolikus temploma. Polgármesteri hivatala Nemesbükön működik.

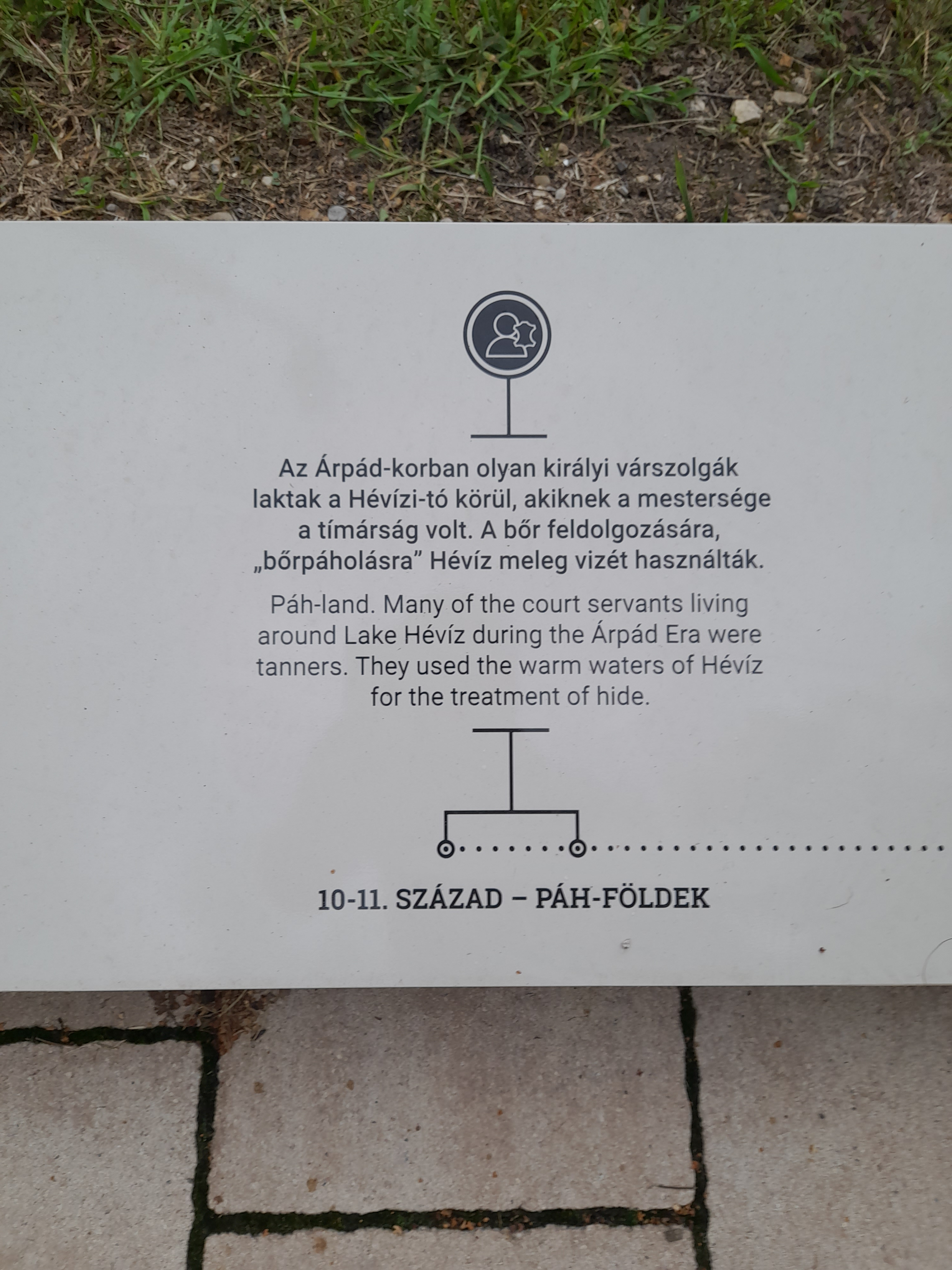
páh jelentése

## Közélete

### Polgármesterei
- 1990–1994: Horváth Lajosné (SZDSZ)[4]
- 1994–1998: Horváth Lajosné (független)[5]
- 1998–2002: Németh Sándor (független)[6]
- 2002–2006: Németh Sándor (független)[7]
- 2006–2010: Németh Sándor (független)[8]
- 2010–2010: Mocsári Attila (független)[9]
- 2011–2014: Németh Sándor (független)[10]
- 2014–2019: Prótár Richárd Krisztián (független)[11]
- 2019–2024: Prótár Richárd Krisztián (független)[12]
- 2024– : Prótár Richárd Krisztián (független)[1]

A településen 2011. február 13-án azért kellett időközi polgármester-választást tartani, mert az előző év őszén megválasztott polgármester nem sokkal azután le is mondott posztjáról.

## Népesség
A település népességének változása:
| Lakosok száma | 635  | 638  | 647  | 697  | 714  | 673  | 671  |
|               | 2013 | 2014 | 2015 | 2021 | 2022 | 2023 | 2024 |

A 2011-es népszámlálás idején a nemzetiségi megoszlás a következő volt: magyar 94,3%, német 4%. A lakosok 72%-a római katolikusnak, 1,87% reformátusnak, 1,4% evangélikusnak, 5,9% felekezeten kívülinek vallotta magát (17,2% nem nyilatkozott).
2022-ben a lakosság 87,4%-a vallotta magát magyarnak, 4,3% németnek, 0,4% románnak, 0,1-0,1% görögnek és szlováknak, 2,1% egyéb, nem hazai nemzetiségűnek (10,4% nem nyilatkozott; a kettős identitások miatt a végösszeg nagyobb lehet 100%-nál). Vallásuk szerint 48,2% volt római katolikus, 3,2% református, 1,4% evangélikus, 0,6% görög katolikus, 0,3% ortodox, 0,7% egyéb keresztény, 2,2% egyéb katolikus, 8,7% felekezeten kívüli (34,6% nem válaszolt).

## Felsőpáhok az irodalomban
- Felsőpáhok a helyszíne Örkény István Üzenet a palackban című egyperces novellájának.

## Külső hivatkozások
- Felsőpáhok honlapja